# Torneo Clausura 2020 Segunda División (Guatemala)

## Sistema de competición
El Torneo Apertura 2019 será la edición de la Segunda División que dé inicio a la temporada 2019-20 de la segunda máxima categoría de ascenso en Guatemala. Contará con la participación de 40 equipos.
Veinte equipos de diferentes partes del país son divididos en cinco grupos de 8 equipos cada uno, quienes se enfrenta en un formato de visita recíproca utilizando el sistema de puntos del fútbol internacional: 3 puntos por victoria, 1 punto por empate y 0 puntos por derrota.
Al final de los enfrentamientos regulares, los dieciséis mejores equipos de la tabla acumulada (una combinación de resultados de todos los grupos) se enfrentan en la fase final, en donde equipos de ambos grupos se enfrentan entre sí, de la siguiente manera:
- 1° vs. 16°
- 2° vs. 15°
- 3° vs. 14°
- 4° vs. 13°
- 5° vs. 12°
- 6° vs. 11°
- 7° vs. 10°
- 8° vs. 9°

## Equipos participantes
|  | Comprador de la ficha (ascendido a Primera División) |
|  | ---------------------------------------------------- |
|  | Coatepecano IB                                       |

|  | Vendedor de la ficha (descendido a Segunda División) |
|  | ---------------------------------------------------- |
|  | Juventud Retaltecos (anteriormente Deportivo Reu)    |

|  | Vendedor de la ficha (desaparecidos) |
|  | ------------------------------------ |
|  | Libertad                             |
|  | Demo-Pilarense                       |

|  | Comprador de la ficha (nuevos en la liga) |
|  | ----------------------------------------- |
|  | Melchor                                   |
|  | Escuintla                                 |

### Cambios en los equipos
Varios equipos cambiaron debido a la compra o venta de sus fichas dentro del campeonato.
Sin embargo, debido a que las inscripciones de equipos se realizan únicamente a inicio de temporada, para fines legales, los nombres de los primeros equipos inscritos como tal, se mantendrán como al inicio de la temporada, a pesar de que se jueguen en una sede alterna.
Únicamente pueden utilizarse los nombres de los nuevos equipos en redes sociales o material publicitario.
El cambio oficial de los nombres se dará hasta el inicio de la próxima temporada.
| Grupo A                | Grupo A                                | Grupo B            | Grupo B                            | Grupo C               | Grupo C                    |
| Equipo                 | Ciudad                                 | Equipo             | Ciudad                             | Equipo                | Ciudad                     |
| ---------------------- | -------------------------------------- | ------------------ | ---------------------------------- | --------------------- | -------------------------- |
| Jícaro                 | El Jícaro, El Progreso                 | Agua Blanca        | Agua Blanca, Jutiapa               | Amatitlán             | Amatitlán, Guatemala       |
| La Libertad            | Melchor de Mencos, Petén               | Atlas Esquipulas   | Esquipulas, Chiquimula             | Chiquimulilla         | Chiquimulilla, Santa Rosa  |
| Manatí                 | El Estor, Izabal                       | Barberena          | Barberena, Santa Rosa              | Fraijanes             | Fraijanes, Guatemala       |
| Potros del Tecnológico | Cobán, Alta Verapaz                    | Ipala              | Ipala, Chiquimula                  | Juventud Amatitlaneca | Amatitlán, Guatemala       |
| Rabinal FC             | Rabinal, Baja Verapaz                  | Jocotán            | Jocotán, Chiquimula                | Juventud Pinulteca    | San José Pinula, Guatemala |
| San Benito             | San Benito, Petén                      | San Jorge          | San Jorge, Zacapa                  | Municipal B           | Ciudad de Guatemala        |
| Santa Cruz AV          | Santa Cruz Verapaz, Alta Verapaz       | Teculután          | Teculután, Zacapa                  | CSD Tellioz           | Ciudad de Guatemala        |
| San Jerónimo           | San Jerónimo, Baja Verapaz             | Zacapa             | Zacapa, Zacapa                     | Universidad SC        | Ciudad de Guatemala        |
| Sayaxché               | Sayaxché, Petén                        |                    |                                    |                       |                            |
| Grupo D                | Grupo D                                | Grupo E            | Grupo E                            |                       |                            |
| Equipo                 | Ciudad                                 | Equipo             | Ciudad                             |                       |                            |
| Champerico             | Champerico, Retalhuleu                 | América de Salcajá | Salcajá, Quetzaltenango            |                       |                            |
| Colomba                | Colomba Costa Cuca, Quetzaltenango     | Ayutla             | Ayutla Tecún Umán, San Marcos      |                       |                            |
| Demopilarense          | Escuintla, Escuintla                   | Barillas           | Santa Cruz Barillas, Huehuetenango |                       |                            |
| Gomera Comercio        | La Gomera, Escuintla                   | Coatepecano        | Coatepeque, Quetzaltenango         |                       |                            |
| Juventud Genovense     | Génova, Quetzaltenango                 | Panajachel         | Panajachel, Sololá                 |                       |                            |
| Milpas Altas           | Santa Lucía Milpas Altas, Sacatepéquez | Plataneros         | La Blanca, San Marcos              |                       |                            |
| Puerto San José        | Puerto San José, Escuintla             | San Pedro          | San Pedro La Laguna, Sololá        |                       |                            |
| Tiquisate              | Tiquisate, Escuintla                   | Tacaná             | Tacaná, San Marcos                 |                       |                            |

## Clasificación

### Grupo A
|                                          | Pos. | Equipos                | PJ | PG | PE | PP | GF | GC | Dif. | PTS | Clasificación    |
| ---------------------------------------- | ---- | ---------------------- | -- | -- | -- | -- | -- | -- | ---- | --- | ---------------- |
|                                          | 1º   | Sayaxché               | 8  | 5  | 2  | 1  | 9  | 3  | +6   | 16  | Octavos de final |
|                                          | 2º   | Jícaro                 | 8  | 5  | 0  | 3  | 13 | 7  | ´6   | 15  | Octavos de final |
|                                          | 3º   | Rabinal                | 8  | 4  | 2  | 2  | 5  | 7  | -2   | 14  | Octavos de final |
|                                          | 4º   | San Benito             | 8  | 4  | 1  | 3  | 8  | 4  | +4   | 13  |                  |
|                                          | 5º   | Potros del Tecnológico | 8  | 4  | 0  | 4  | 10 | 14 | -4   | 12  |                  |
|                                          | 6º   | Melchor                | 8  | 3  | 2  | 3  | 8  | 5  | +3   | 11  |                  |
|                                          | 7º   | Santa Cruz AV          | 8  | 2  | 1  | 5  | 6  | 12 | -6   | 7   |                  |
|                                          | 8º   | Manatí                 | 8  | 0  | 3  | 5  | 3  | 10 | -7   | 3   |                  |
| Última actualización: 8 de marzo de 2020 |      |                        |    |    |    |    |    |    |      |     |                  |

### Grupo B
|                                          | Pos. | Equipos          | PJ | PG | PE | PP | GF | GC | Dif. | PTS | Clasificación    |
| ---------------------------------------- | ---- | ---------------- | -- | -- | -- | -- | -- | -- | ---- | --- | ---------------- |
|                                          | 1º   | Zacapa           | 7  | 4  | 1  | 2  | 10 | 6  | +4   | 13  | Octavos de final |
|                                          | 2º   | San Jorge        | 8  | 3  | 3  | 2  | 15 | 12 | +3   | 12  | Octavos de final |
|                                          | 3º   | Barberena        | 8  | 3  | 2  | 3  | 12 | 11 | +1   | 11  | Octavos de final |
|                                          | 4º   | Teculután        | 8  | 3  | 2  | 3  | 8  | 8  | 0    | 11  |                  |
|                                          | 5º   | Ipala            | 8  | 3  | 1  | 2  | 10 | 6  | +4   | 10  |                  |
|                                          | 6º   | Jocotán          | 7  | 3  | 1  | 3  | 6  | 10 | -4   | 10  |                  |
|                                          | 7º   | Agua Blanca      | 8  | 2  | 3  | 3  | 9  | 10 | -1   | 9   |                  |
|                                          | 8º   | Atlas Esquipulas | 8  | 2  | 1  | 5  | 10 | 17 | -7   | 7   |                  |
| Última actualización: 8 de marzo de 2020 |      |                  |    |    |    |    |    |    |      |     |                  |

### Grupo C
|                                          | Pos. | Equipos               | PJ | PG | PE | PP | GF | GC | Dif. | PTS | Clasificación    |
| ---------------------------------------- | ---- | --------------------- | -- | -- | -- | -- | -- | -- | ---- | --- | ---------------- |
|                                          | 1º   | Tellioz               | 8  | 5  | 0  | 3  | 20 | 13 | +7   | 15  | Octavos de final |
|                                          | 2º   | Municipal B           | 8  | 4  | 1  | 3  | 14 | 9  | 5    | 13  | Octavos de final |
|                                          | 3º   | Amatitlán             | 8  | 4  | 0  | 4  | 14 | 10 | +4   | 12  | Octavos de final |
|                                          | 4º   | Juventud Pinulteca    | 8  | 3  | 3  | 2  | 12 | 9  | +3   | 12  |                  |
|                                          | 5º   | Fraijanes             | 7  | 3  | 1  | 3  | 9  | 10 | -1   | 10  |                  |
|                                          | 6º   | Universidad SC        | 8  | 2  | 3  | 3  | 6  | 11 | -5   | 9   |                  |
|                                          | 7º   | Juventud Amatitlaneca | 7  | 2  | 2  | 3  | 7  | 11 | -4   | 8   |                  |
|                                          | 8º   | Chiquimulilla         | 8  | 2  | 2  | 4  | 6  | 15 | -9   | 8   |                  |
| Última actualización: 8 de marzo de 2020 |      |                       |    |    |    |    |    |    |      |     |                  |

### Grupo D
|                                          | Pos. | Equipos             | PJ | PG | PE | PP | GF | GC | Dif. | PTS | Clasificación    |
| ---------------------------------------- | ---- | ------------------- | -- | -- | -- | -- | -- | -- | ---- | --- | ---------------- |
|                                          | 1º   | Puerto San José     | 8  | 6  | 1  | 1  | 18 | 5  | +13  | 19  | Octavos de final |
|                                          | 2º   | Milpas Altas        | 8  | 5  | 1  | 2  | 13 | 7  | +6   | 16  | Octavos de final |
|                                          | 3º   | Champerico          | 8  | 4  | 2  | 2  | 12 | 9  | +3   | 14  | Octavos de final |
|                                          | 4º   | Colomba             | 8  | 4  | 1  | 3  | 14 | 10 | +4   | 13  |                  |
|                                          | 5º   | Gomera Comercio     | 8  | 3  | 2  | 3  | 11 | 9  | +2   | 11  |                  |
|                                          | 6º   | Escuintla           | 8  | 3  | 1  | 4  | 8  | 10 | -2   | 10  |                  |
|                                          | 7º   | Deportivo Tiquisate | 8  | 2  | 2  | 4  | 10 | 12 | -2   | 8   |                  |
|                                          | 8º   | Juvenutd Genovense  | 8  | 0  | 0  | 8  | 0  | 24 | -24  | 0   |                  |
| Última actualización: 8 de marzo de 2020 |      |                     |    |    |    |    |    |    |      |     |                  |

### Grupo E
|                                          | Pos. | Equipos              | PJ | PG | PE | PP | GF | GC | Dif. | PTS | Clasificación    |
| ---------------------------------------- | ---- | -------------------- | -- | -- | -- | -- | -- | -- | ---- | --- | ---------------- |
|                                          | 1º   | Juventud Retaltecos  | 8  | 8  | 1  | 1  | 12 | 9  | +3   | 19  | Octavos de final |
|                                          | 2º   | Ayutla               | 8  | 4  | 3  | 1  | 11 | 9  | +2   | 15  | Octavos de final |
|                                          | 3º   | San Pedro LL         | 8  | 4  | 0  | 4  | 15 | 8  | +7   | 12  | Octavos de final |
|                                          | 4º   | Plataneros La Blanca | 8  | 4  | 0  | 4  | 9  | 11 | -2   | 12  |                  |
|                                          | 5º   | Barillas             | 8  | 3  | 1  | 4  | 7  | 10 | -3   | 10  |                  |
|                                          | 6º   | Panajachel           | 8  | 2  | 3  | 3  | 15 | 14 | +1   | 9   |                  |
|                                          | 7º   | Tacaná               | 8  | 2  | 1  | 5  | 7  | 13 | -8   | 7   |                  |
|                                          | 8º   | América Salcajá      | 8  | 1  | 3  | 4  | 14 | 16 | -2   | 6   |                  |
| Última actualización: 8 de marzo de 2020 |      |                      |    |    |    |    |    |    |      |     |                  |

## Fase final
La fase final fue cancelada, pues no pudo jugarse en su totalidad la fase de clasificación debido a la pandemia de COVID-19.

## Partidos por el ascenso
Debido a la interrupción del torneo por la pandemia de enfermedad por coronavirus, se decidió que los partidos de ascenso a la Primera División fueran jugados de la siguiente manera:
- Campeón del Apertura vs. 2° Lugar de la tabla acumulada
- 1° Lugar de la tabla acumulada vs. Subcampeón del torneo apertura
- Los perdedores de ambos partidos se enfrentarán en un último repechaje por el último ascenso (totalizando tres ascensos)

| Fechas               | Local en la ida      | Global | Local en la vuelta |           |
| -------------------- | -------------------- | ------ | ------------------ | --------- |
| 10 y 17 de noviembre | Plataneros La Blanca | 4-2    | Puerto San José    | 1-1/ 3-2  |
| 10 y 17 de noviembre | Sayaxché             | 1-4    | Tellioz            | 2-2 / 1-4 |

Sin embargo, días después, Tellioz adquirió la plaza de Deportivo Catocha en Primera División, haciendo que los demás partidos por el ascenso quedaran sin razón, al quedar únicamente tres equipos buscando precisamente tres ascensos.
Finalmente, tanto Tellioz por haber comprado la plaza, como Plataneros, Puerto San José y Sayaxché ascendieron.

### Ascendidos a la Primera División 2020-21
|                      |          |                 |         |
| Plataneros La Blanca | Sayaxché | Puerto San José | Tellioz |